# Mallapura, Belur
Mallapura là một làng thuộc tehsil Belur, huyện Hassan, bang Karnataka, Ấn Độ.